# Imuris (kommun)
Imuris är en kommun i Mexiko.   Den ligger i delstaten Sonora, i den nordvästra delen av landet, 1 700 km nordväst om huvudstaden Mexico City.
Följande samhällen finns i Imuris:
- Imuris
- El Crucero
- La Estación
- Invernadero Cris-P
- Ganfer
- Cañada del Diablo